# Henri Azéma
Pour les articles homonymes, voir Azéma.
Joseph Jean Stéphen Henri Azéma est un médecin, politicien et historien français, né le 17 octobre 1861 à Saint-Denis-de-la-Réunion et mort le 18 août 1932.

## Biographie
Il est fils de Georges Azéma, auteur d'une histoire de La Réunion, et petit-fils d’Étienne Azéma, conseiller à la cour d'appel de la Réunion, puis délégué de Bourbon auprès du Ministre de la marine en avril 1831. Il est le père de Jean-Henri Azéma.
De décembre 1882 à novembre 1883, Il fut carabin à l’hôpital colonial de Saint-Denis sous la houlette de son oncle François, puis part en France. En 1885, il est à la faculté de médecine de Paris et soutient en 1890 sa thèse sur les infections urinaires, le même sujet traité par son oncle, quarante ans auparavant. Ses travaux de recherche sont remarqués par son compatriote Félix Guyon, père de l’urologie moderne, dont il est l’élève et qui l’encourage à rester à Paris afin de se préparer au professorat.
Henri Azéma choisit de rentrer dans son île natale. En 1896, il est affecté à l’hôpital colonial, à la Rivière Saint-Denis, puis est chef de chirurgie au nouvel hôpital colonial de camp Ozoux. Il devient également le médecin de plusieurs services d’État, dont le pénitencier. Il partage alors ses activités entre la médecine, la politique et la recherche historique.
Il milite aux côtés de son oncle maternel Louis Brunet qu’il représente après l’élection de ce dernier comme député aux législatives de 1893. Membre de la Loge L’Amitié, il se montre anticlérical sans concession (« à bas la calotte »). Il s’élève contre les abus du gouverneur Duprat à l’égard de la population créole. Il est décoré chevalier de la Légion d'honneur en 1905.
Élu au Conseil Général, il préféra renoncer afin de conserver son poste de chirurgien. Journaliste et écrivain, membre fondateur de l’Académie de La Réunion en 1913 (section histoire locale), il devient est également médecin suppléant de Jules Auber au lycée Leconte de Lisle et titularisé à ce poste en 1920, après l’élection de son prédécesseur au Sénat. Il est l’auteur de nombreuses monographies dont Les plaisirs de Saint-Denis, Les premières peines et les premières prisons, Le journalisme à Saint-Denis, L’assistance publique à l’Ile de la Réunion… Il s’éloigne de la politique à partir de 1920 et publie à Paris en 1926, son ouvrage principal : Histoire de la ville de Saint-Denis de 1815 à 1870. Vers la fin de sa vie, il continuait à visiter ses malades à pied, car il n’aimait pas l’automobile.

## Pour approfondir